# هایک ملیکیان
هایک ملیکیان (ارمنی: Հայկ Մելիքյան؛ زادهٔ ۲۹ نوامبر ۱۹۸۰) نوازنده پیانو اهل ارمنستان است. وی از سال میلادی تا کنون فعالیت می‌کند.

## زندگی‌نامه
در ۲۹ نوامبر ۱۹۸۰ در ایروان به دنیا آمد و از فارغ‌التحصیل شد. وی همچنین برندهٔ جوایزی همچون هنرمند مردمی جمهوری ارمنستان شده‌است.

## جوایز
- جایزه ویژه [الف] (راگوسا، ایتالیا، ۱۹۹۹).
- جایزه دوم [ب] (رم، ایتالیا، ۲۰۰۰).
- [پ]، ایالات متحده آمریکا، ۲۰۱۲).
- جایزه سامسون فرانسوا[ت] رقابت بین‌المللی پیانو اورلئان (اورلئان، فرانسه، ۲۰۰۸).
- جایزه نخست رقابت آهنگسازان قازار ساریان[ث] (ایروان، ارمنستان، ۲۰۰۸).
- رقابت بین‌المللی پیانو اورلئان: [ج] (اورلئان، فرانسه، ۲۰۱۲).
- مدال طلای اتحادیه آهنگسازان مسکو: بخاطر سهم و ترویج او در موسیقی معاصر جهان (مسکو، روسیه، ۲۰۱۲).
- هنرمند افتخاری جمهوری ارمنستان (۲۰۱۳).[۱]
- [چ] (۲۰۱۸).